# Li Yun-ho
Li Yun-ho es un empleado público, director ejecutivo de LG Group, ministro de Economía del conocimiento y embajador surcoreano retirado.
En 1966 hizo su bachillerato en la Daejeon secundaria.
Desde 1974 tiene Licenciatura en Ciencias Políticas de la Universidad de Yonsei.
Desde 1977 es máster de la Universidad de Wisconsin-Madison, Escuela de Política de decisiones y de la Administración Pública Masters.
En 1984 fue promovido a un doctorado de la Universidad de Wisconsin-Madison School of Economics.

## Carrera
De 1973 a 1976 fue empleado de la Junta de Planificación Económica.
De 1984 a 1986 fue director de la Federación Nacional de Encuesta de Planificación Bancaria.
De 1984 a 1988 fue Investigador del departamento de desarrollo de presupuesto de la Comisión de Hacienda.
De 1987 a 1987 fue director de investigación económica de la LG Group.
De 1988 a 2002 fue miembro del comité de reforma regulatoria.
En 1993 fue gerente de LG Group.
De 1995 a 2006 fue empleado del Instituto de Investigación Económica de LG Group.
De 2002 a 2005 fue director del Instituto de Investigación Económica y Social.
De 2007 a 2008 fue Vicepresidente de la "Federación Permanente  de Industrias de Corea" 
Del 29 de febrero de 2008 al 18 de septiembre de 2009 fue ministro de Economía del conocimiento.
Del 20 de octubre de 2010 al 09 de noviembre de 2011 fue embajador en Moscú.
El 01 de julio de 2010 fue coacreditado en Ereván.